# Trynidad i Tobago na Letnich Igrzyskach Olimpijskich 1980
Trynidad i Tobago na Letnich Igrzyskach Olimpijskich 1980 reprezentowało 9 zawodników.

## Skład kadry

### Lekkoatletyka
Mężczyźni
- Chris Brathwaite

100 metrów - odpadł w półfinałach
200 metrów - odpadł w ćwierćfinałach
- Hasely Crawford - 100 metrów - odpadł w ćwierćfinałach
- Frank Adams - 100 metrów - odpadł w eliminacjach
- Andrew Bruce - 200 metrów - odpadł w półfinałach
- Mike Solomon - 400 metrów - 6. miejsce
- Joseph Coombs - 400 metrów - 8. miejsce
- Edwin Noel, Hasely Crawford, Chris Brathwaite, Andrew Bruce - 4 × 100 metrów - odpadł w eliminacjach
- Joseph Coombs, Charles Joseph, Rafer Mohammed, Mike Solomon - 4 × 400 metrów - 6. miejsce